# Na Babě (přírodní rezervace)
Na Babě je přírodní rezervace, která se nachází na ostrohu vrchu Baba (404 m n. m.) na levém břehu Berounky a levém břehu Rakovnického potoka v katastrálním území Křivoklát městyse Křivoklát v okrese Rakovník, v Chráněné krajinné oblastu Křivoklátsko, naproti přes Berounku od obce Roztoky. Jedná se o asi kilometr dlouhá pás skal nad řekou, která tuto rezervaci ohraničuje ze západní strany, na jihovýchodní straně chráněná oblast zahrnuje i vrcholovou část kopce Baba. Chráněné území je v péči AOPK ČR - regionálního pracoviště Střední Čechy. Přírodní rezervace je zároveň od roku 2009 zařazena mezi Evropsky významné lokality.

## Předmět ochrany
Předmětem ochrany je cenný geomorfologický celek s výraznou stepní pleší na vrcholu a  s přirozenými teplomilnými společenstvy rostlin a živočichů. Na lokalitě rostou na vápnitých podložích kontinentální opadavé křoviny, panonské skalní trávníky a polopřirozené suché trávníky, z motýlů se zde vyskytuje např. přástevník kostivalový (Euplagia quadripunctaria).

## Dostupnost
Na skály je dobrý výhled ze železniční trati, která prochází po druhém břehu Berounky. Po žlutě značené trase KČT kolem severního cípu rezervace vede naučná stezka Paraplíčko, na ostrohu nad soutokem Berounky a Rakovnického potoka se nachází vyhlídka Paraplíčko, okolím vede také místní turistické značení Svazku obcí Rakovnicka.